# Орнитомимус
Орнитомимус је диносаурус из породице птицоликих диносауруса.

## Опис
Са својих 2,5 до 4 метра дужине, био је веома лаган и грациозан, са мишићавим задњим удовима прилагођеним трчању. Њушка му је била без зуба и личила је на кљун. Био је ловац и лешинар и вероватно је могао да развије знатну брзину, али према новијим истраживањима, изгледа да је био хладнокрван, те је трчао на кратке стазе. Брзини су доприносиле шупље кости, а лову — добар вид. Приликом трчања, главу је изгледа држао високо подигнуту, како би имао добар преглед, а дугим, крутим репом је одржавао равнотежу.

## Фосилни налази
Први комплетан скелет је нађен 1971. Пре тога су налажене само фосилизоване ноге са канџама. Нађен је у Канади, САД и на Тибету.